# Ante Bakotić
Ante Bakotić (Sinj, 1921. június 14. – Jasenovaci koncentrációs tábor, 1945, április 22.) horvát partizán volt, aki arról volt ismert, hogy „Előre, elvtársak!” felkiáltással jelezte a jasenovaci koncentrációs táborból való 1945-ös kitörés kezdetét.

## Élete
Ante Bakotić 1921. június 14-én született Sinjben egy hattagú család negyedik gyermekeként. Általános iskolába szülővárosában, Sinjben járt, ahol beiratkozott a középiskolába is, amelyet ismeretlen okokból abbahagyott, és asztalos szakmát kezdett tanulni. A rossz munkakörülmények és mesterei rossz bánásmódja miatt Bakotić otthagyta a tanoncképzést, és beiratkozott a Kruševaci Katonai Műszaki Iskolába, amit végül elvégzett. Érettségi után Szarajevóba ment, és a védelmi iparban kezdett dolgozni. 1939-ben csatlakozott a Jugoszláv Kommunisták Pártjához. A második világháborúban 1941-45 között Bakotić a jugoszláv partizánmozgalom tagjaként harcolt. 1942 tavaszán Bakotićot és vele egy csoport partizánt a Neretva-völgyben elfogta az ellenség, és a jasenovaci koncentrációs táborba deportálták.

### A jasenovaci táborban
A jasenovaci koncentrációs tábor 3. számú táborának (Ciglana) titkos kommunista pártszervezete 1944. szeptember végéig létezett Milo Boškovićnak Jugoszlávia nemzeti hősének vezetésével. Ez a titkos szervezet a tábor foglyai kitörésének előkészítésén dolgozott. A szervezet munkája 1944. szeptember 21-én veszélybe került, ami majdnem minden tagjának brutális meggyilkolásához vezetett. Bakotić végül, ezúttal titkárként, újraindította a tervet. A szervezet titokban dolgozott a kitörés tervén. Tevékenysége 1945 tavaszán érte el csúcspontját.

### A kitörés
A férfi tábor foglyai 1945. április 22-én, közvetlenül a háború vége előtt kísérelték meg a kitörést. A női tábor épületében 760 nő tartózkodott egészen az előző estig, amikor is a nőket likvidálták. A férfi fogvatartottak száma április 21-ről 22-re virradó éjszaka 1073 volt. Aznap este úgy döntöttek, hogy április 22-én délelőtt 10 óra körül kitörnek. Bakotić döntő szerepet játszott a végrehajtásban, amikor „Előre, elvtársak!” felkiáltásával vette kezdetét a kitörés. Az akciót Bakotić nem élte túl. A tábor keleti kapuja közelében ölték meg. Mindössze 23 éves volt. Az 1073 fogolyból csak mintegy 80-an élték túl a szökést, köztük Ilija Ivanović (akit később a Stjepan Radić-renddel tüntettek ki), aki a Jasenovacs Pokol tanúja című művében írt élményeiről.

## Halála
Bakotić halálát két túlélő fogvatartott írta le emlékirataiban: 
Čedomir Huber: „Amikor kiértünk a kapun, Ante összegörnyedt. Megálltam, hogy segítsek neki, de azt mondta, hogy menjek előre, mert valakinek életben kell maradnia. Láttam, hogy az utolsó erejével elvonszolja magát a Száva partjáig és elveszett a hullámokban.”
Mile Ristić: „Emlékszem, láttam Ante Bakotićot az úton menni úgy, hogy a tüdeje úgy zihált, mint egy kovács fújtatója. Odahívtam, hogy jöjjön hozzám és menjen át a holttéren. Csak intett a kezével, és nem jött. Aztán eltalálta egy golyó, és a folyóba zuhant.”

## Emlékezete
- 2009. október 31-én Stjepan Mesić horvát elnök emléktáblát avatott Bakotić szülőházának homlokzatán Sinjben, ugyanazon a helyen, ahol az előző emléktáblát az 1990-es évek közepén eltávolították, és a Cetina régió múzeumába vitték. 2013. február 23-ról 24-re virradó éjszaka ismeretlen vandálok megpróbálták eltávolítani az emléktáblát, de végül csak megrongálták. Az emléktáblát másnap, 2013. február 25-én tették vissza.[4]

- A jasenovaci tábor utolsó fogolycsoportja kitörésének 68. évfordulóján a Jasenovaci Emlékpark javaslatára Ivo Josipović horvát államfő a Stjepan Radić-renddel tüntette ki az áttörés három élő résztvevőjét: Yeshua Abinunt, Ilija Ivanoviċot és Basil Zukót.[5]

## Fordítás
Ez a szócikk részben vagy egészben  az   Ante Bakotić című angol Wikipédia-szócikk ezen változatának fordításán alapul.  Az eredeti cikk szerkesztőit annak laptörténete sorolja fel. Ez a jelzés csupán a megfogalmazás eredetét és a szerzői jogokat jelzi, nem szolgál a cikkben szereplő információk forrásmegjelöléseként.